# 쿤밍 방콕 고속도로
쿤밍 방콕 고속도로(昆曼高速公路, Kunming-Bangkok Expressway, 의 일부)는 중화인민공화국의 첫 국제고속도로이다. 중화인민공화국 윈난성의 성회 소재지인 쿤밍을 기점으로 하여 중국 남부를 관통한 뒤 태국의 수도인 방콕에서 노선이 끝나는 것이 특징이다. 쿤만 고속국도, 쿤만 국제도로등으로 불리기도 한다.
총 연장은 1,900km에 이르며, 이 가운데 중화인민공화국의 영토에 속해있는 구간이 약 730km, 라오스의 영토에 속한 구간이 약 250km 가량이다. 또한 중화인민공화국 쿤밍에서 태국의 치앙라이에 이르는 구간은 아시아 고속도로 3호선으로 지정되어 있다.

## 구간별 구성
| 지역                                  | 연장 (km) | 노선번호 | 특징                                  |
| ------------------------------------- | --------- | -------- | ------------------------------------- |
| 쿤밍 - 위시 (중국)                    | 86        | 213      | 6차선 고속도로 완공 (1999년)          |
| 위시 - 위안지앙 (중국)                | 112       | 213      | 4차선 고속도로 완공 (2000년)          |
| 위안지앙 - 모헤이 (중국)              | 147       | 213      | 고속도로 완공 (2003년 12월)           |
| 모헤이 - 시마오 (중국)                | 71        | 213      | 고속도로 완공                         |
| 시마오 - 샤오멘양 (중국)              | 97        | 213      | 고속도로 완공 (2006년 4월)            |
| 샤오멘양 - 모한/보텐 (중국)           | 217       | 214      | 계획 중                               |
| 모한/보텐 - 루왕 남타 (라오스)        | 57        | 3        | 계획 중                               |
| 루왕 남타 - 화이샤이/치앙 콩 (라오스) | 192       | 3        | 계획 중, 메콩강은 카페리로 횡단       |
| 치앙 콩 - 치앙 라이 (태국)            | 113       | 1020     | 계획 중, 1174/1098/1173번 도로와 접속 |
| 치앙 라이 - 탁 (태국)                 | 398       | 1        | 중복 고속도로 (파혼요틴 도로)         |
| 탁 - 방콕 (태국)                      | 426       | 1        | 중복 고속도로 (파혼요틴 도로)         |

## 같이 보기
- 아시안 하이웨이
- 중화인민공화국의 일반 국도